# Ормос Панагияс
Ормос Панагияс (на гръцки: Όρμος Παναγίας) е село в Северна Гърция, разположено на полуостров Ситония. Селото е част от дем Ситония на област Централна Македония и според преброяването от 2001 година има 137 жители. То е пристанището на Агиос Николаос. Носи името си от църквата „Света Богородица“, съществувала от византийско време, но препостроена изцяло през XX век. Селото е предимно рибарско с малки семейни хотели в околността.

## География
Ормос Панагиас се намира на 4 километра южно от Агиос Николаос, на 8,8 км северно от курортното селище Вурвуру и на 7,7 км източно от градчето Никити. Пристанището е отправната точка на круизни корабчета, които предлагат туристически обиколки (по море) покрай полуостров Атон (Света гора).